# Józef Szczuka
Józef Szczuka – konsyliarz trocki konfederacji targowickiej.
Wykorzystując swoje stanowisko w konfederacji, z pomocą oddziału kozaków, 1 sierpnia 1792 roku dokonał napadu na rezydencję biskupią w Worniach. 